# كهف رعب منتصف الليل
كهف رعب منتصف الليل هو كهف في وسط بليز تم اكتشافه في عام 2006 بالقرب من سبرينغفيلد. تم العمل على الموقع من قبل جامعة كاليفورنيا الولائية، المدرسة الميدانية في لوس أنجلوس كجزء من مشروع الكهف الإقليمي بغرب بليز تحت إشراف الدكتور خايمي أوي. احتوى الكهف على حوالي 9000 عظمة بشرية، من ما لا يقل عن 118 فردًا، وهو أحد أكبر تجمعات القرابين التي تم اكتشافها على الإطلاق في أراضي مايا المنخفضة.
يُعتقد أن الموقع كان موقعًا للتضحية البشرية لإله المطر المايا تشاك. أظهر تحليل 100 سن تم العثور عليها في الموقع أن ربع الأسنان أقل تآكلًا من الآخرين، مما يشير إلى أنهم أتوا من أفواه الأطفال. أظهر مينا الأسنان أن هؤلاء الأطفال قد سافروا إلى الموقع من مسافة تزيد عن 200 ميل.
ناقشت المقالات التي راجعها الأقران النتائج الأولية من الموقع وكذلك النتائج المرضية.